# 24 de l'Ossa Major
24 de l'Ossa Major (24 Ursae Majoris) és un estel en la constel·lació de l'Ossa Major de magnitud aparent +4,57. Es troba a 109 anys llum del sistema solar.
24 Ursae Majoris és un gegant o subgegant groc de tipus espectral G4III-IV amb una temperatura efectiva de 5343 ± 33 K. Té un radi 4,6 vegades més gran que el radi solar, lluny de la grandària d'altres coneguts gegants grocs com Capella A o B (α Aurigae), o Vindemiatrix (ε Virginis). Brilla amb una lluminositat 15 vegades superior a la lluminositat solar. La seva massa és aproximadament un 81 % major que la del Sol, i la seva edat aproximada és de 1410 milions d'anys. Encara que mostra una metal·licitat inferior a la del Sol, la seva abundància relativa de ferro difereix segons la font consultada entre el 50 i el 60 % del valor solar.
24 Ursae Majoris és un estel variable, catalogada com a Variable RS Canum Venaticorum, que rep la denominació de DK Ursae Majoris. La variació de lluentor és de sol 0,06 magnituds, i el seu període de rotació és de 10 dies.